# عاصی (فیلم)

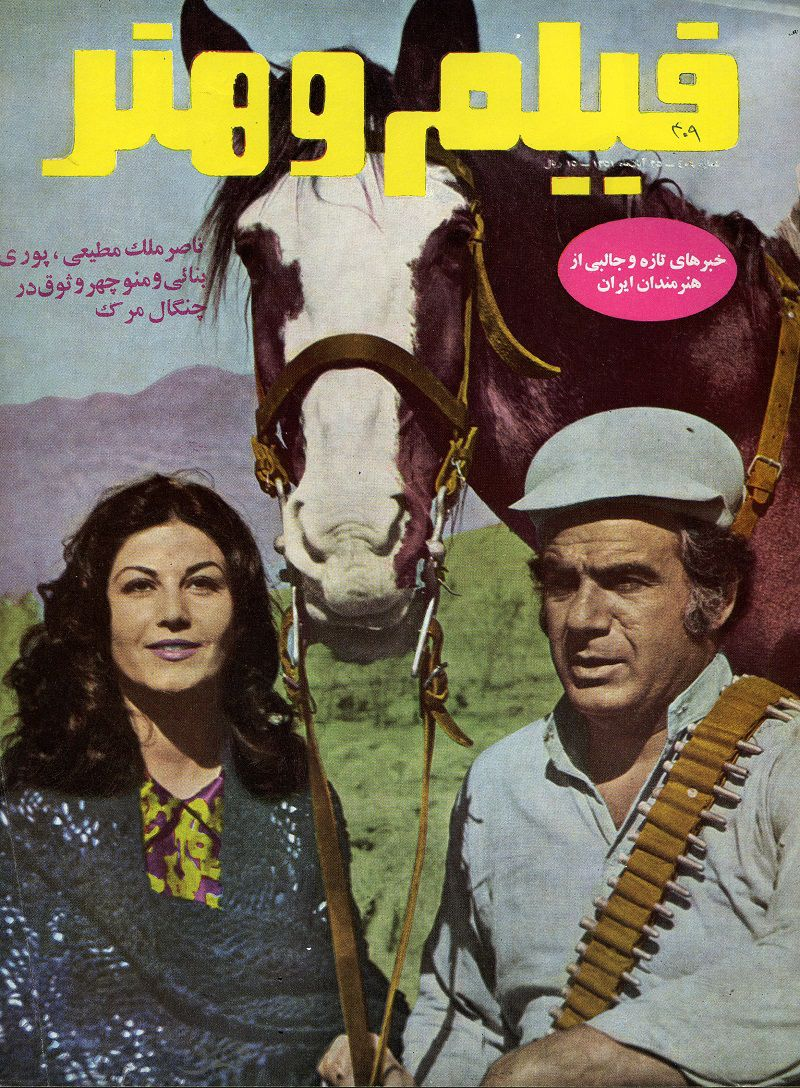
ناصر ملک‌مطیعی و پوری بنایی در تصویری از فیلم عاصی، پوستر منتشرشده بر روی جلد شمارهٔ ۴۰۹ مجلهٔ فیلم و هنر

عاصی فیلمی به کارگردانی سعید مطلبی و نویسندگی جلال مهربان محصول سال ۱۳۵۱ است.لوکیشن فیلمبرداری این فیلم در شهرضای اصفهان و روستاهای اسفرجان ، هونجان و امین آباد از توابع شهرضا بود .داستان فیلم درباره مبارزه عشایر قشقایی با استعمارگران بود .

## بازیگران
- عباس ناظری نیک
- ناصر ملک‌مطیعی
- پوری بنایی
- منوچهر وثوق
- رفیع
- منوچهر پوراحمد